# Side 3 Studios

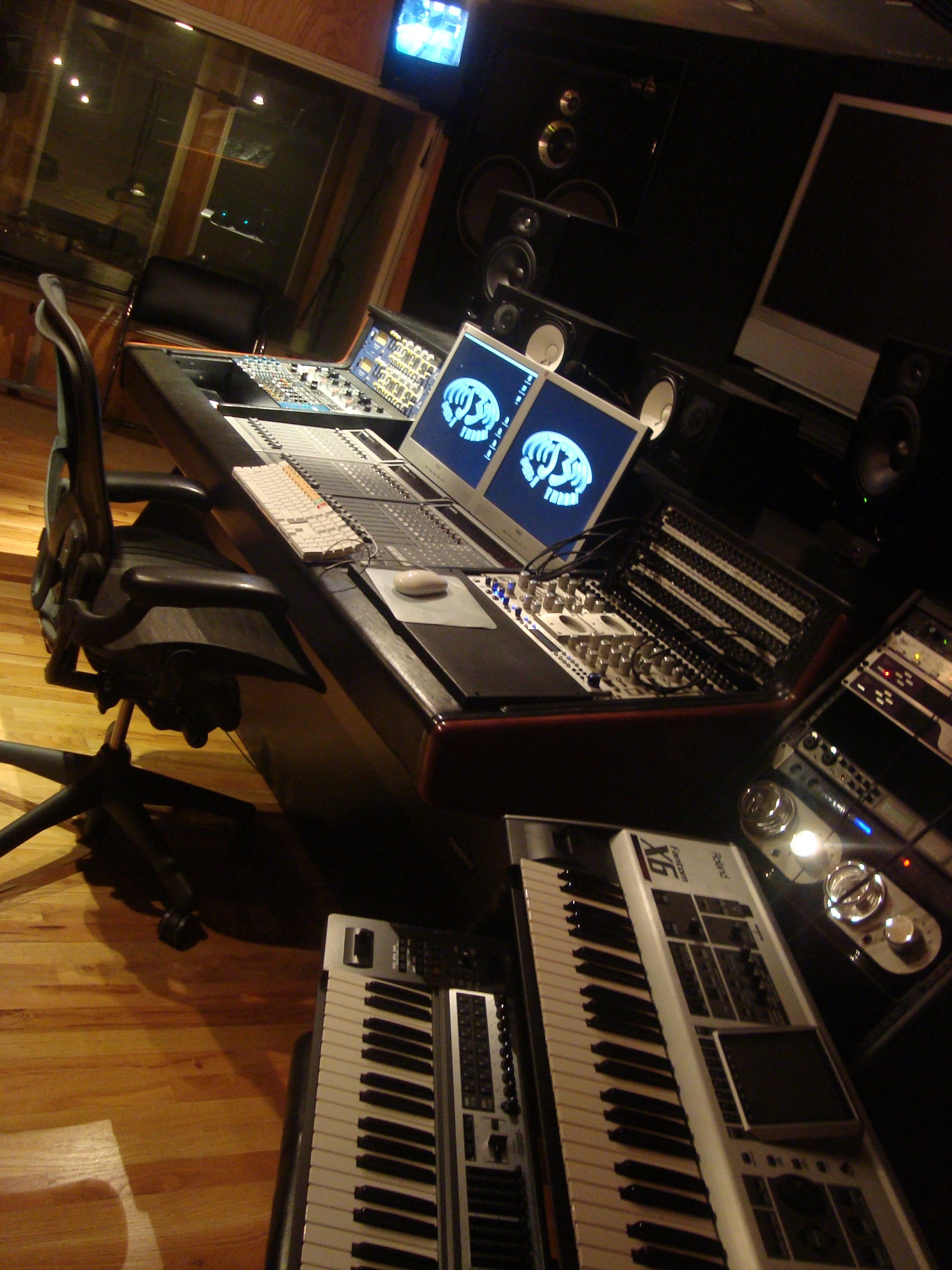
Side 3 Studios

Side 3 Studios, es un estudio de grabación en el centro de Denver, Colorado, propiedad de Adelio Lombardi. Este estudio atrae a muchos clientes locales y nacionales. Los servicios que ofrecen incluyen la grabación, mezcla y masterización. Adelio Lombardi compró el espacio en 2006.

## Canciones
- Battlefield, Jordin Sparks escrita por Ryan Tedder en Side 3 Studios.
- Round, Round, Round, producido por DJ Frank E y grabado en Side 3 con Black Dada.
- He Ain't Gotta Know, grabado en Side 3 por Bow Wow, T-Pain y Omarion.
- Natasha Bedingfield escribe nuevas canciones en secreto y grabado en Side 3 con Ryan Tedder.
- Feel It, Tiesto, Sean Kingston y Three 6 Mafia producido en Side 3 con DJ Frank E.

## Artistas
Lista de Mayores Artistas: 
- Kanye West
- Ryan Tedder
- DJ Frank E
- Natasha Bedingfield
- T Pain
- Bow Wow
- Omarion
- Paul Wall
- Black Dada
- Trina
- B.o.B.
- K'naan
- Young Buck

## Tienda de equipos
- 8 Canales de encargo Ala-trope preamplificadores de Olympic Studios (Reino Unido).
- 2 Canales personalizados preamplificadores de Electric Lady Studios (Nueva York).

## Personal
- Adelio Lombardi - Propietario/Ingeniero de mezcla/Productor.
- DJ Frank E - Productor
- Andy Flebbe - Grabación/Mezcla/Ingeniero de Masterización.
- Chase Thompson - Grabación/Mezcla/Ingeniero de Masterización.
- Tyler Soifer - Grabación/Mezcla/Ingeniero de Masterización.
- Jack Creamer - Dueño y fundador de Creektree Films.